# Rodarte
Rodarte è un marchio di abbigliamento ed accessori fondato da Kate e Laura Mulleavy. Le sorelle Mulleavy hanno ricevuto numerosi riconoscimenti nell'ambito del proprio lavoro da quando hanno lanciato la loro prima linea moda nel 2005. L'azienda ha inoltre collaborato con Gap, e più recentemente con Target, in alcune collezioni a tiratura limitata.
Dopo la loro prima collezione di appena dieci pezzi, le sorelle Mulleavys apparvero sulla copertina di Women's Wear Daily ed ottennero un incontro con Anna Wintour, direttrice della celebre rivista Vogue. Grazie alla popolarità acquisita, l'azienda ottenne l'iniziale supporto della distribuzione da parte di Bergdorf Goodman, Barneys, Neiman Marcus e Nordstrom.
Alcuni capi Rodarte sono stati indossati da varie celebrità, fra cui Tilda Swinton, Emma Watson, Chloë Sevigny, Kirsten Dunst, Millie Bobby Brown, Cate Blanchett, Keira Knightley, e Dita von Teese. Durante l'81ª edizione della cerimonia di premiazione degli Oscar sia Reese Witherspoon che Natalie Portman avevano indosso vestiti Rodarte.
Il 23 aprile 2009 Michelle Obama ha indossato un abito Rodarte in occasione dell'incontro con la regina Rania di Giordania nell'ufficio ovale.
Nella cover della rivista Pop Magazine Britney Spears indossa un vestito da sposa Rodarte.
Il servizio è incentrato sul Giappone, in particolare i manga.